# Willy Franz Wirth
Willy Franz Wirth (* 1895 in Lüdenscheid, Landkreis Altena; † 1957) war ein deutscher Landschaftsmaler der Düsseldorfer Schule.

## Leben
Wirth gilt als Privatschüler des Düsseldorfer Landschaftsmalers Max Clarenbach und war auf die Darstellung von Winterlandschaften spezialisiert. Seine Motive fand er vor allem in der Eifel und am Niederrhein. Spätestens 1931 war Wirth in Düsseldorf ansässig.